# Bibbi Olsson
Bibbi Olsson, född 21 juli 1936, död 16 september 2010, var en svensk arkitekt som huvudsakligen var verksam i Göteborg. Hon arbetade bland annat med renoveringen och omvandlingen av Haga. Senare var hon involverad i omvandlingen av Norra Älvstranden, och hon ritade en stor mängd bostäder. 1992 grundade hon Arkitekturkompaniet tillsammans med Pietro Raffone.
Tre gånger har hennes verk belönats med Per och Alma Olssons pris.